# United Family Music
United Family Music — американський незалежний лейбл, заснований Бредом Ксав'єром з Kottonmouth Kings.

## Історія
22 грудня 2012 Бред подав на реєстрацію торгову марку United Family Trust. Логотип United Family Music з'явився на флаєрах Free the Kings Tour (2013). У березні 2013 року Kottonmouth Kings покинули Suburban Noize Records через протиріччя зі співзасновником. Вісім місяців потому Джонні Ріхтер покинув колектив через конфлікт з гуртом. 28 серпня 2015 вийшов тринадцятий студійний альбом Kottonmouth Kings Krown Power.

## Ростер
Артисти
- Kottonmouth Kings
- Allensworth
- C4mula
- Pilot Touhill
- Чакі Чак

## Дискографія
| Виконавець        | Альбом                                 | Деталі альбому                                 |
| ----------------- | -------------------------------------- | ---------------------------------------------- |
| Allensworth       | Slow Fade                              | - Міні-альбом - Випущений: 24 липня 2015       |
| C4mula            | Animal Cracker (6 Pack)                | - Міні-альбом - Випущений: 24 липня 2015       |
| Pilot Touhill     | Rebel Sound System                     | - Міні-альбом - Випущений: 24 липня 2015       |
| Чакі Чак          | Still Don't Give a Fuck (420oz 6 Pack) | - Міні-альбом - Випущений: 24 липня 2015       |
| Kottonmouth Kings | Krown Power                            | - Студійний альбом - Випущений: 28 серпня 2015 |
| Kottonmouth Kings | High Standards and Greatest Hits       | - Компіляція - Випущений: 20 листопада 2015    |